# Dennisiella fusispora
Dennisiella fusispora är en svampart som först beskrevs av L.R. Fraser, och fick sitt nu gällande namn av S. Hughes 1976. Dennisiella fusispora ingår i släktet Dennisiella och familjen Coccodiniaceae.   Inga underarter finns listade i Catalogue of Life.